# Peso cileno
Il peso è la valuta del Cile. Il suo simbolo è "$". Il suo codice ISO 4217 è "CLP". È suddiviso in 100 centavos, ormai non più usati né coniati.
Fu emesso per la prima volta nel 1817. Dal 1º gennaio 1960 fino al 29 settembre 1975 la moneta ufficiale del Cile è stato l'escudo. Dopo il 1975 il Cile ha nuovamente usato il peso.

## Primo peso, 1817-1960
Il primo peso cileno fu introdotto nel 1817, al valore di 8 reales spagnoli. Fino al 1851 circolò insieme con monete d'argento con il valore espresso in reales e a monete d'oro con il valore espresso in escudos (ciascuno pari a 2 pesos).
Nel 1835 furono introdotte monete in rame da ½ e 1 centavo ma solo nel 1851 le monete espresse in reales ed escudos cessarono di essere emesse e incominciò l'emissione di monete espresse in centavos e décimos (ciascuno pari a 10 centavos). Dal 1925 furono emesse monete e banconote con i valori espressi in cóndores, dal valore di 10 pesos.
L'escudo sostituì il peso il 1º gennaio 1960 con un tasso di cambio di 1 escudo = 1 000 pesos.

## Secondo peso
Il peso attuale fu introdotto nel 1975, in sostituzione dell'escudo con un tasso di cambio di 1 peso = 1 000 escudos. La nuova valuta fu suddivisa in 100 centavos fino al 1984.

### Monete
Nel 1975 furono introdotte monete da 1, 5, 10 e 50 centavos e da 1 peso. Le monete da 1, 5 e 10 centavos erano simili a quelle da 10, 50 e 100 escudos che dovevano sostituire. Dal 1983 l'inflazione ha reso il centavo obsoleto.
Le monete attualmente in circolazione hanno i valori nominali di 1, 5, 10, 50, 100 e 500 pesos.
Durante la dittatura militare cilena del 1973, il disegno del rovescio di alcune monete fu cambiato. In questo periodo fu impressa l'immagine di una figura femminile alata con abbigliamento classico: questa figura è rappresentata dopo che ha appena rotto le catene che tengono le mani legate, con pezzi di catena che pendono da entrambi i polsi. Ai lati "11 IX 1973" (la data del colpo di Stato) e sotto la parola "LIBERTAD" (in castigliano: libertà). Dopo il ritorno della democrazia sulle moneta sono tornati i disegni precedenti tra cui il ritratto di Bernardo O'Higgins.
La moneta da 100 pesos è identica a quella da 1 euro, sia come dimensioni sia come colori, e può essere facilmente confusa nonostante abbia un valore oltre 7 volte inferiore. Lo stesso dicasi con i 500 pesos rispetto ai 2 euro, con un rapporto di valore pari a poco meno di 3, sempre a vantaggio del conio europeo.

### Banconote

Banconote

Nel 1975 sono state introdotte banconote da 5, 10 e 50 pesos. Il retro delle banconote da 5 e 10 pesos richiama il retro delle precedenti banconote da 5 000 e 10 000 escudos che hanno sostituito. L'inflazione in seguito ha portato all'emissione di valori molto più alti. Attualmente le banconote in circolazione hanno valori da 1 000, 2 000, 5 000, 10 000 e 20 000 pesos.
La banconota da 500 pesos è stata sostituita da una moneta. Tutte le banconote sono stampate su carta eccetto quella da 2 000 pesos che è stata emessa su polimeri dal settembre 2004.
Sulla banconota da 1 000 pesos è ritratta l'immagine di Ignacio Carrera Pinto, su quella da 2 000 pesos c'è Manuel Rodríguez, su quella da 5 000 pesos c'è il Premio Nobel Gabriela Mistral, su quella da 10 000 pesos è raffigurato Arturo Prat Chacón, mentre su quella da 20 000 pesos Andrés Bello.

## Il peso nella cultura di massa
Il linguaggio colloquiale ha coniato termini specifici per alcune monete e banconote. Tra questi "luka" o "luca" per la banconota da 1 000 pesos, "quina" la moneta da 500 pesos (da "quinientos", in spagnolo "cinquecento") e "gamba" quella da 100 pesos.
Inoltre alcune banconote sono chiamate informalmente con il nome delle persone che vi sono rappresentate. Ad esempio quella da 5 000 pesos è a volte chiamata una "gabriela" (per Gabriela Mistral), e quella da 10 000 pesos "arturo" o "arturito" (per Arturo Prat).

## Tassi di cambio storici

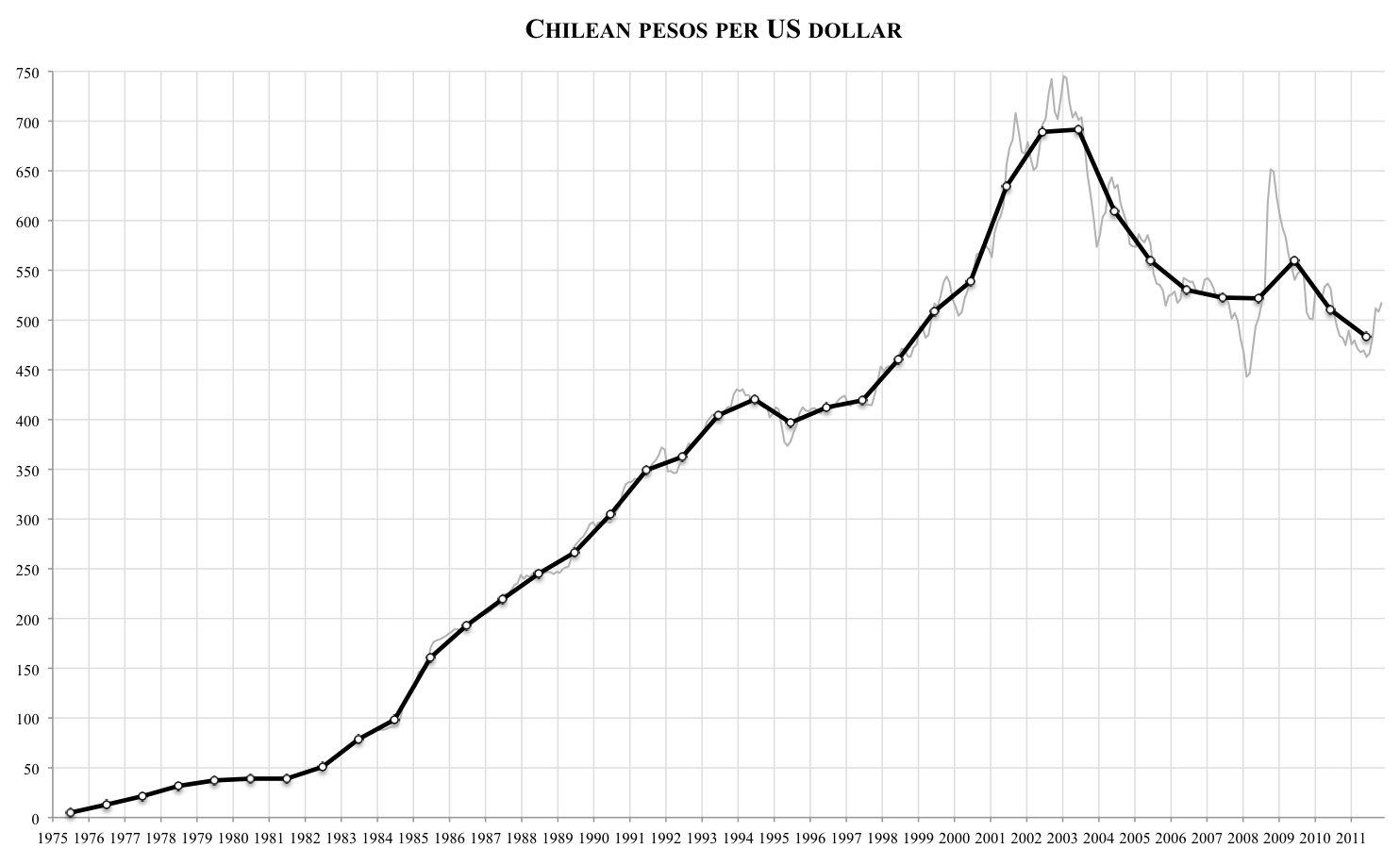
Cambio tra peso e dollaro statunitense (1975-2011)

Il valore del cambio a agosto 2022:
- 933 pesos per 1 EUR
- 930 pesos per 1 USD